# Facit karrusel
En Facit karrusel er et baggrundslager til computere, der består af en lille båndstation, der kan vælge mellem et større antal (64) spoler med ret korte magnetbånd monteret i en karrusel – et lodret hjul. På den måde kan søgetiden, tiden der kan gå med at spole frem til de ønskede data på båndet, formindskes. 
Maskinen blev udviklet af Facit AB i midten af 1960'erne, og blev benyttet sammen med Regnecentralens GIER-maskiner.
Maskinen viste sig ikke at være helt driftssikker. 